# Lleterola de llet serosa
Les lleteroles de llet serosa són lleteroles caracteritzades pel seu làtex aquós o amb aspecte de xerigot.
És un grup reduït de bolets molt freqüents en boscos mediterranis. Són lleteroles més aviat petites, de barret poc carnós, brunenc, sovint de superfície granulosa. Són bolets d’olor més aviat forta, que recorda la xicoira o el fenigrec.
Pertanyen al gènere Lactarius secció Olentes.

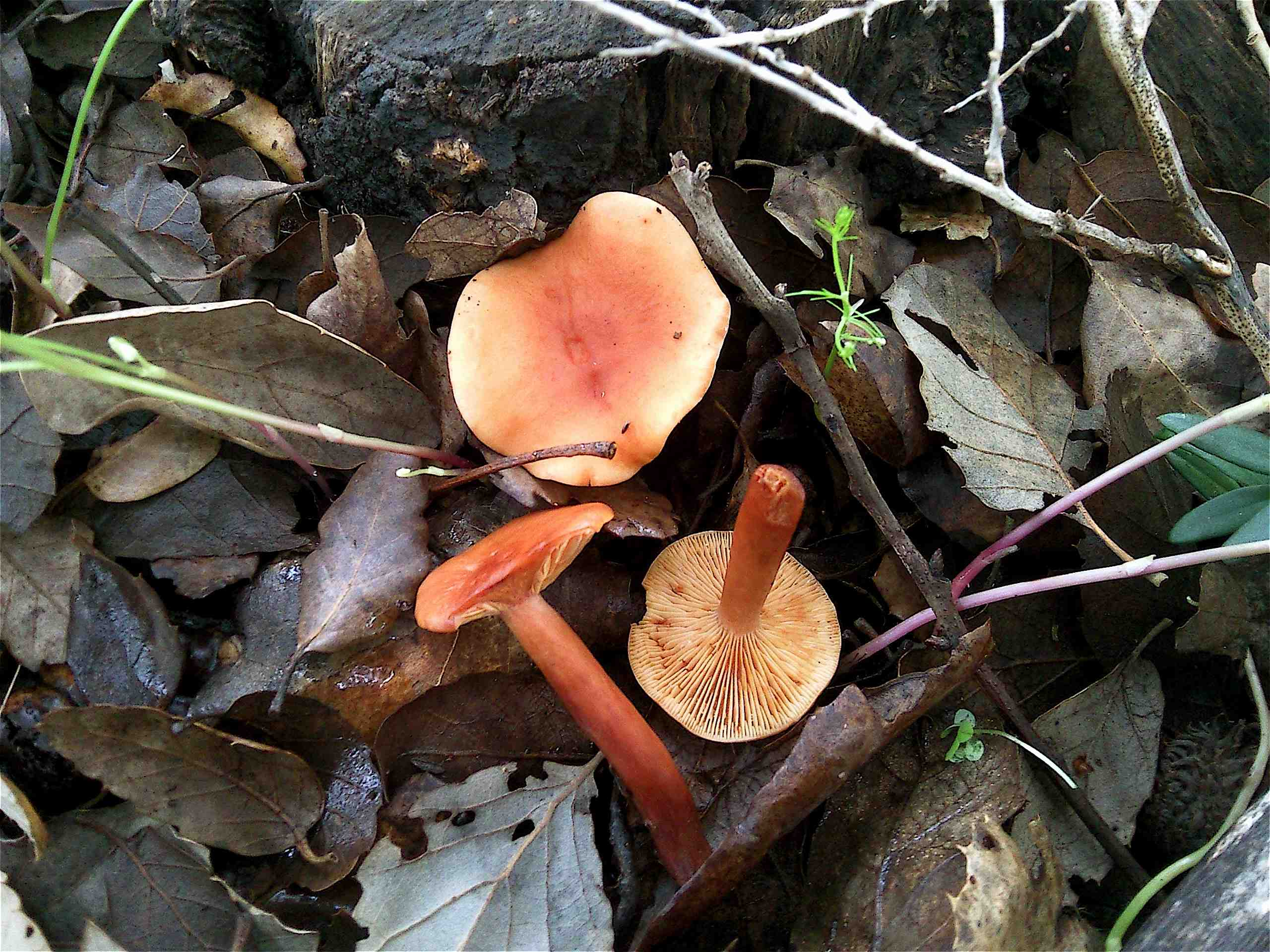
Lleterola de peu pelut (Lactarius atlanticus)

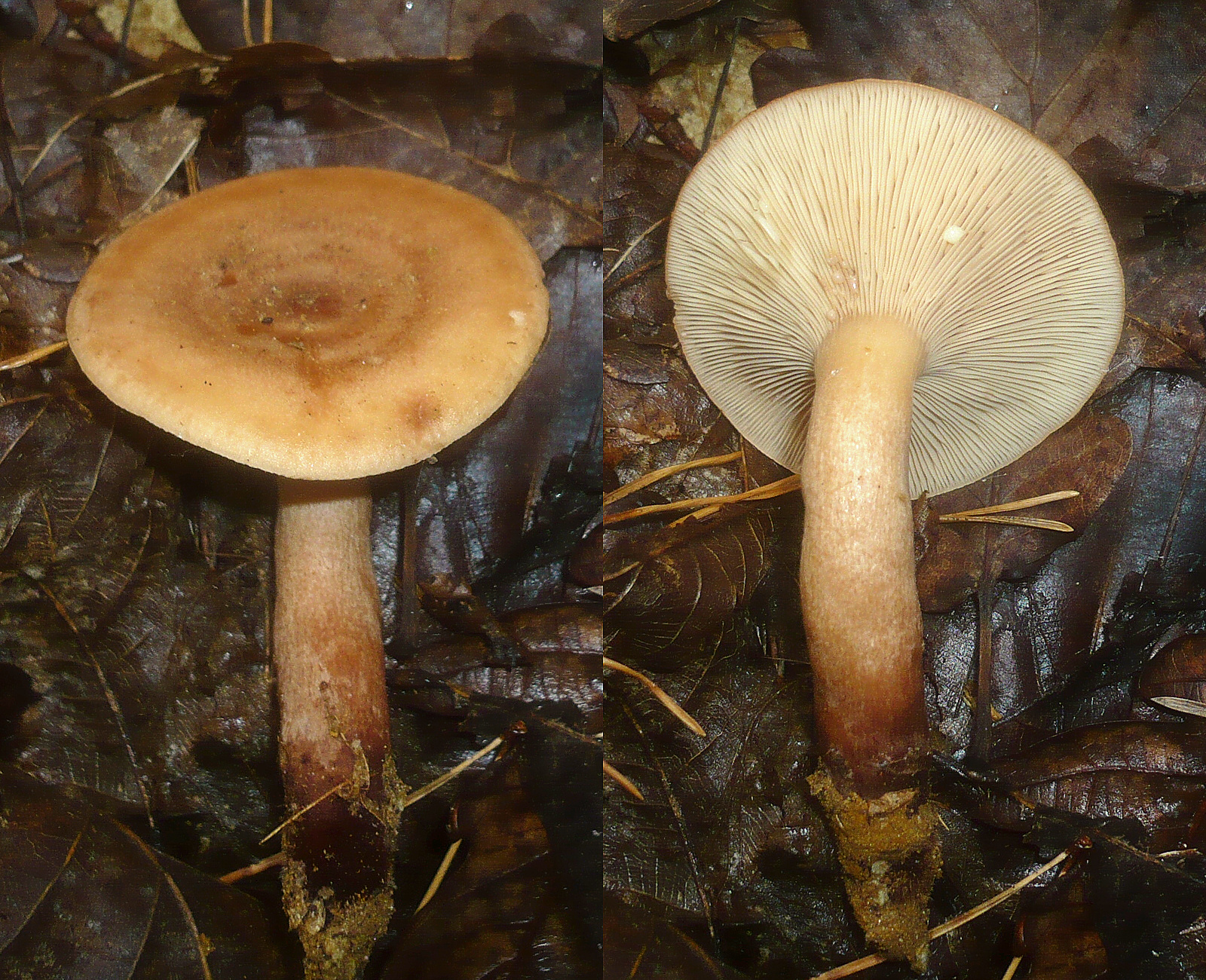
Lleterola fosca de roure (Lactarius serifluus)

### Espècies de lleteroles de serosa
- Lactarius camphoratus (=L. cimicarius), lleterola de càmfora
- Lactarius atlanticus, lleterola de peu pelut
- Lactarius serifluus (=L. subumbonatus), lleterola fosca de roure